# Unapologetic
Unapologetic je sedmé studiové album barbadoské R&B a Pop zpěvačky Rihanny. Album bylo nahráno u Def Jam Recordings. Vedoucím singlem je píseň "Diamonds".
Na 56. předávání hudebních cen Grammy, konaném v lednu 2014, bylo album oceněno jednou cenou, a to za nejlepší urban contemporary album.

## O Albu
Bylo nahráno během června až listopadu 2012. S nahráváním započala 20. června 2012 v Londýně. Jako výkonná producentka alba si pozvala řadu hudebních producentů, s kterými již dříve spolupracovala, a to s The-Dream, David Guetta, Chase & Status nebo StarGate, ale také některézcela nové jako Mike Will Made-It a Labrinth.
Jako hosty si pozvala umělce jako Chris Brown, Eminem, Future a Mikky Ekko.
Toto album bylo nahráno více ve stylech Elektronická taneční hudba, pop a dubstep, a tím čerpalo ze zkušeností z alba Rated R (2009). Hudba alba je prostoupena syntetickými zvuky typickými pro dubstep a dance-pop. První polovina písní je čistě tvořena elektronickou hudbou, druhá má více rockové či baladové prvky.

### Singly
Prvním singlem byla zvolena píseň "Diamonds". Ten byl vydán 27. září 2012 a debutoval na 16. příčce Billboard Hot 100, brzy se však vyšplhal až na první příčku, čím se stal již dvanáctým "number-one" singlem Rihanny v USA. Singl "Stay" se umístil na 3. příčce v USA. Singl "Pour It Up" na 19. příčce.

## Po vydání
V první týden prodeje v USA se prodalo 238 000 kusů, čím debutovalo na první příčce žebříčku Billboard 200 jako první v kariéře Rihanny. Stejně tak se jedná o její nejúspěšnější debutový týden. O druhý týden se prodalo 72 000 kusů a album se tak propadlo na šestou příčku. Ve Spojeném království se o první týden prodeje prodalo 99 000 kusů, a tím debutovalo na první příčce v UK Albums Chart. Celkem se v USA prodalo okolo milionu kusů, album získalo certifikaci platinová deska. Ve Spojeném království okolo 635 000 kusů. Celosvětově se prodaly tři miliony kusů.

## Seznam skladeb
| Pořadí | Název                               | Hudba                                    | Délka |
| ------ | ----------------------------------- | ---------------------------------------- | ----- |
| 1.     | Phresh Out the Runway               | Guetta, Tuinfort, The-Dream              | 3:42  |
| 2.     | Diamonds                            | StarGate, Benny Blanco                   | 3:45  |
| 3.     | Numb (ft. Eminem)                   | Oakwud                                   | 3:25  |
| 4.     | Pour It Up                          | Mike Will Made-It, J-Bo                  | 2:41  |
| 5.     | Loveeeeeee Song (ft. Future)        | Future                                   | 4:16  |
| 6.     | Jump                                | StarGate, Chase & Status                 | 4:24  |
| 7.     | Right Now (ft. David Guetta)        | Guetta, StarGate, Nicky Romero, Tuinfort | 3:01  |
| 8.     | What Now                            | Ighile, Cassells                         | 4:03  |
| 9.     | Stay (ft. Mikky Ekko)               | Ekko, Loelv, Parker                      | 4:00  |
| 10.    | Nobody's Business (ft. Chris Brown) | The-Dream, McKinney                      | 3:36  |
| 11.    | Love Without Tragedy / Mother Mary  | The-Dream, McKinney                      | 6:58  |
| 12.    | Get it Over With                    | Brian Kennedy                            | 3:31  |
| 13.    | No Love Allowed                     | No ID                                    | 4:09  |
| 14.    | Lost in Paradise                    | StarGate, Labrinth                       | 3:35  |

| Deluxe Edition | Deluxe Edition                          | Deluxe Edition                                        | Deluxe Edition |
| Pořadí         | Název                                   | Hudba                                                 | Délka          |
| -------------- | --------------------------------------- | ----------------------------------------------------- | -------------- |
| 15.            | Half of Me                              | StarGate, Naughty Boy                                 | 3:12           |
| 16.            | Diamonds (Dave Audé 100 Extended)       | StarGate, Benny Blanco, Dave Audé, Kemal Golden       | 5:03           |
| 17.            | Diamonds (Gregor Salto Downtempo Remix) | StarGate, Benny Blanco, Gregor Salto, Tzvetin Todorov | 4:29           |

## Mezinárodní žebříčky
| Země                     | Umístění |
| ------------------------ | -------- |
| Austrálie                | 8        |
| Belgie                   | 2        |
| Česko                    | 13       |
| Francie                  | 3        |
| Irsko                    | 2        |
| Kanada                   | 1        |
| Německo                  | 4        |
| Norsko                   | 1        |
| Nový Zéland              | 5        |
| Polsko                   | 4        |
| Rakousko                 | 5        |
| Skotsko                  | 3        |
| UK Albums Chart          | 1        |
| US Billboard 200         | 1        |
| US Billboard R&B/Hip-Hop | 1        |